# 소련의 제2경제
소련의 제2경제는 암시장 또는 소련의 경제의 비공식 부문이었다. 이 용어는 그레고리 그로스만이 그의 중요한 논문 "소련의 제2 경제"(1977)에서 제안했다. 경제학자 제라드 롤랑은 그로스만이 예상했던 대로 "제2 경제의 논리는 시간이 지남에 따라 명령 시스템의 논리를 약화시키고 암시장을 확장시키는 경향이 있었다"고 언급했다. 이러한 예측은 트렘과 알렉세예프의 러시아와 우크라이나 경제(1965~1989)에 대한 장기 분석에 의해 입증되었다. 정도의 차이는 있지만, 제2 경제는 모든 동구권 경제에 영향을 미쳤다.
그로스만은 제2 경제 개념을 다음 두 조건 중 적어도 하나를 만족하는 경제 활동 집합인 양면 테스트로 정의한다. "(a) 직접적인 사적 이득을 위한 것 (b) 현행법을 명백히 위반하는 중요한 측면이 있는 것." 제2 경제, 그림자 경제, 회색 경제 등에 대한 연구는 공식 경제와 달리 직접적인 통계가 없기 때문에 어렵고, 따라서 간접적인 방법이 필요하다. 트렘과 알렉세예프는 1인당 합법적인 화폐 소득과 1인당 저축, 다양한 상품 및 서비스 구매와 같은 소득 의존 변수 간의 관계를 연구했다. 이 연구는 합법적인 소득과 합법적인 지출 간의 불균형이 1965년에서 1989년 사이에 점진적으로 증가했으며, 해당 기간 말에는 둘 사이의 상관관계가 거의 사라져 제2 경제의 급속한 성장을 나타냈음을 보여주었다. 제2 경제의 확산은 만연한 부패 없이는 불가능했다.
소련 경제에 상당한 영향을 미친 것은 블라트 시스템이었다. 블라트는 소련의 공식 및 제2 경제 내에서 모든 종류의 상품과 서비스를 조달할 수 있게 하는 호의 네트워크였으며, 소련 붕괴 후 러시아에서도 계속 운영되었다. 소련 초기부터 일부 저자들은 소비재 부족에 대한 "암시장"의 책임을 과장하여, 부적절한 계획을 가진 국가 관료들의 책임을 효과적으로 회피하려는 전통이 있었다고 주장한다.
페레스트로이카 시대 동안, 경제 전환을 위한 500일 계획은 그림자 경제가 개혁에 중요한 요소가 될 것이며, 그 중 적어도 90%가 개방되는 자유 시장에 흡수될 것이라고 예측했다.

## 같이 보기
- 소련의 부패
- 결핍경제

## 더 읽어보기
- Gregory Grossman, "Roots of Gorbachev's Problems : Private Income and Outlay in the Late 1970s," Joint Economic Committee, US Congress, GORBACHEV'S ECONOMIC PLANS, Volume 1, Washington, DC, 1987, pp. 213–229.
- Gregory Grossman, "The Second Economy in the USSR and Eastern Europe: A Bibliography " BERKELEY-DUKE OCCASIONAL PAPERS ON THE SECOND ECONOMY IN THE USSR, # 21, July 1990.
- Gregory Grossman, "Notes on the Illegal Private Economy and Corruption," in SOVIET ECONOMY IN A TIME OF CHANGE, U .S., Joint Economic Committee, U S Congress, Government Printing Office, Washington, 1979, pp. 834–855.
- Gregory Grossman, "The 'Shadow Economy' in the Socialist Sector of the USSR," in THE CMEA FIVE-YEAR PLANS (1981-1985) IN NEW PERSPECTIVE, NATO Colloquium, Brussels, 1982, pp. 99–115.